# Campeonato de Fórmula Truck de 2001
O Campeonato de Fórmula Truck de 2000 foi a sexta edição da categoria no Brasil, organizada pela Confederação Brasileira de Automobilismo. 
Teve como campeão o piloto paranaense Wellington Cirino, pela primeira vez, com o caminhão Mercedes-Benz. Renato Martins foi novamente vice, pela quinta vez seguida. Este campeonato marcou ainda a estreia dos motores com gerenciamento eletrônico.

## Mídia
O campeonato teve o televisionamento da Rede Bandeirantes, as corridas eram narradas por Luciano do Valle, e as reportagens in loco de Luis Silvério.

## Classificação
| Pos | Piloto                     | Equipe                | Pontos |
| --- | -------------------------- | --------------------- | ------ |
| 1   | Wellington Cirino          | ABF Mercedes-Benz     | 155    |
| 2   | Renato Martins             | RM Competições        | 126    |
| 3   | Roberval Andrade           |                       | 85     |
| 4   | Beto Napolitano            |                       | 79     |
| 5   | Jorge Fleck                |                       | 71     |
| 6   | Thiago Grison              |                       | 64     |
| 7   | Djalma Fogaça              | DF Motorsport         | 52     |
| 8   | Fred Marinelli             |                       | 46     |
| 9   | Beto Monteiro              | DF Motorsport         | 44     |
| 10  | Sidney Alves               |                       | 38     |
| 11  | Vignaldo Fizio             |                       | 37     |
| 12  | Evaldo Quadrado            |                       | 32     |
| 13  | Diumar Bueno               |                       | 29     |
| 14  | / Gene Fireball            |                       | 13     |
| 15  | Pedro Muffato              | Muffatão Racing       | 10     |
| 16  | Sérgio Ramalho             | DF Motorsport         | 8      |
|     | Débora Rodrigues           | RM Competições        | 8      |
| 18  | Fabiano Brito              |                       | 7      |
| 19  | Heber Borlenghi            |                       | 6      |
|     | José Cangueiro             |                       | 6      |
| 21  | Clayton Peres              |                       | 5      |
|     | Eduardo "Macarrão" Fráguas |                       | 5      |
| 23  | Flávio Trindade            |                       | 3      |
| 24  | Luiz Carlos Lanzoni        |                       | 2      |
| 25  | Paulo Nicolini             |                       | 1      |
|     | Márcia Arcade              |                       | 0      |
|     | Hélio Cangueiro            |                       | 0      |
|     | Adalberto Jardim           | A. Jardim Competições | 0      |
|     | José Roberto               |                       | 0      |
|     | Pedro Rodrigues            |                       | 0      |
|     | Hélcio de Oliveira         |                       | 0      |
|     | Vítor Costa                |                       | 0      |
|     | Ernesto Pívaro             |                       | 0      |